# Станек, Йиндржих
Йи́ндржих Ста́нек (чеш. Jindřich Staněk; род. 27 апреля 1996[…], Страконице) — чешский футболист, вратарь клуба «Славия Прага» и сборной Чехии. Участник чемпионата Европы 2024.

## Клубная карьера
Станек начал свою карьеру в пражской «Спарте», играя за молодёжную команду. 
31 января 2014 года перешёл в клуб английской Премьер-лиги «Эвертон», подписав с клубом 2,5 летнее соглашение. 
29 сентября 2015 был отдан в аренду в «Хайд Юнайтед», за который провел пять матчей. 
В июне 2016 года, проведя всего два матча на скамейке запасных «Эвертона», не смог закрепиться в команде, и в сентябре 2016 года вернулся в Чехию, перейдя в «Динамо» из Ческе-Будеёвице. В 2017 году провёл полгода в аренде в клубе третьего дивизиона «Тршебич». В январе 2020 года, был отдан в аренду в пльзеньскую  «Викторию». Позже подписал с клубом контракт на два с половиной года.

## Карьера в сборной
Выступал за сборные Чехии до 16, до 17, до 18 лет, до 19 лет, до 20 лет и до 21 года.
5 сентября 2021 года дебютировал за главную сборную Чехии в матче отборочного турнира к чемпионату мира против сборной Бельгии, на 14-й минуте матча заменив получившего травму Томаша Вацлика.

### Статистика выступлений за сборную
| Матчи за сборную Чехии | Матчи за сборную Чехии | Матчи за сборную Чехии | Матчи за сборную Чехии | Матчи за сборную Чехии | Матчи за сборную Чехии    | Матчи за сборную Чехии |
| ---------------------- | ---------------------- | ---------------------- | ---------------------- | ---------------------- | ------------------------- | ---------------------- |
| №                      | Дата                   | Оппонент               | Счёт                   | Голы                   | Соревнование              |                        |
| 1                      | 5 сентября 2021        | Бельгия                | 0:3                    | -2                     | Отборочный матч ЧМ-2022   |                        |
| 2                      | 8 сентября 2021        | Украина                | 1:1                    | -1                     | Товарищеский матч         |                        |
| 3                      | 29 марта 2022          | Уэльс                  | 1:1                    | -1                     | Товарищеский матч         |                        |
| 4                      | 9 июня 2022            | Португалия             | 0:2                    | -2                     | Лига наций 2022/23        |                        |
| 5                      | 27 сентября 2022       | Швейцария              | 1:2                    | -                      | Лига наций 2022/23        |                        |
| 6                      | 10 сентября 2023       | Венгрия                | 1:1                    | -1                     | Товарищеский матч         |                        |
| 7                      | 17 ноября 2023         | Польша                 | 1:1                    | -1                     | Отборочный матч ЧЕ-2024   |                        |
| 8                      | 20 ноября 2023         | Молдова                | 3:0                    | -                      | Отборочный матч ЧЕ-2024   |                        |
| 9                      | 22 марта 2024          | Норвегия               | 2:1                    | -1                     | Товарищеский матч         |                        |
| 10                     | 10 июня 2024           | Северная Македония     | 2:1                    | -1                     | Товарищеский матч         |                        |
| 11                     | 18 июня 2024           | Португалия             | 1:2                    | -2                     | ЧЕ-2024. Групповая стадия |                        |
| 12                     | 22 июня 2024           | Грузия                 | 1:1                    | -1                     | ЧЕ-2024. Групповая стадия |                        |
| 13                     | 26 июня 2024           | Турция                 | 1:2                    | -1                     | ЧЕ-2024. Групповая стадия |                        |

## Достижения
Виктория Пльзень
- Чемпион Чехии: 2021/22